# Ad Sluijter
Ad Sluijter est un musicien néerlandais né le 29 novembre 1981. Il est connu pour avoir été guitariste au sein du groupe Epica jusqu'en décembre 2008.